# Shahed Saegheh
Saegheh (перс. صاعقه — «блискавка») — іранський бойовий безпілотник, збудований за схемою «летюче крило», який випускається компанією Shahed Aviation Industries. Заснований на БЛА RQ-170, що був захоплений Іраном у 2011 році, проте менший за розмірами та суттєво відрізняється від американського. Другим безпілотником, створеним на основі RQ-170 є повнорозмірна копія Shahed 171 Simorgh.
Saegheh був представлений на огляд у жовтні 2016 року.
Станом на 2017 рік, у виробництві перебувало 10 безпілотників Saegheh, а Іран планує закупити щонайменше 50 штук до 2025 року.

## Варіанти
Технічні характеристики Saegheh невідомі, але вважається, що він має розмах крил близько 6-7 метрів.

### Saegheh-1
Saegheh-1 був вперше представлений на виставці озброєнь в Ірані у 2016 році.
Іранські державні ЗМІ стверджують, що Saegheh-1 може нести чотири високоточні протитанкові керовані ракети Sadid-1. Уряд Ірану не показував БПЛА у польоті та не повідомляв про його радіус дії. Saegheh-1 не мав видимої системи цілевказівки/оптичної системи.
Перші моделі Saegheh не мали фронтального повітрозабірника Simorgh/RQ-170.

### Saegheh-2
Модель відома також як Shahed 191. Показані пізніше моделі мають фронтальний повітрозабірник. БПЛА злітає зі спеціалізованих стійок, встановлених на транспортному засобі.
Shahed 191 несе всередині дві ракети Sadid-1 і приземляється на висувні посадкові полози. Shahed 191 розвиває крейсерську швидкість 300 км/год, має час роботи 4,5 години, дальність 450 км, та корисне навантаження 50 кг.
Агентство Fars News повідомляло, що Saegheh-2 використовувався в бойових діях у Сирії, застосовуючи ракети проти терористів Ісламської держави.[джерело?]

### Гвинтовий варіант
На військових іграх 2019 року, Іран представив варіант Saegheh, що працює від гвинта. Озброєння Sadid-1 розміщується ззовні, безпілотник приземляється на нерухомі посадкові полози, а злітає так само як і варіант Shahed 191.

### Shahed 191
Загальні характеристики
- Екіпаж: немає
- Довжина: 2,7 м (8 футів 10 дюймів)
- Розмах крил: 7,31 м (24 фути)
- Вага брутто: 500 кг (1102 фунта) 100 кг корисного навантаження
- Найбільша злітна вага: 500 кг (1102 фунта)
- Найбільша швидкість: 350 км/год (220 миль/год, 190 вузлів)
- Крейсерська швидкість: 300 км/год (190 миль/год, 160 вузлів)
- Дальність польоту: 1500 км (930 миль, 810 морських миль)
- Витривалість: 4,5 год
- Найбільша висота застосування: 7 620 м (25 000 футів)

## Бойове застосування

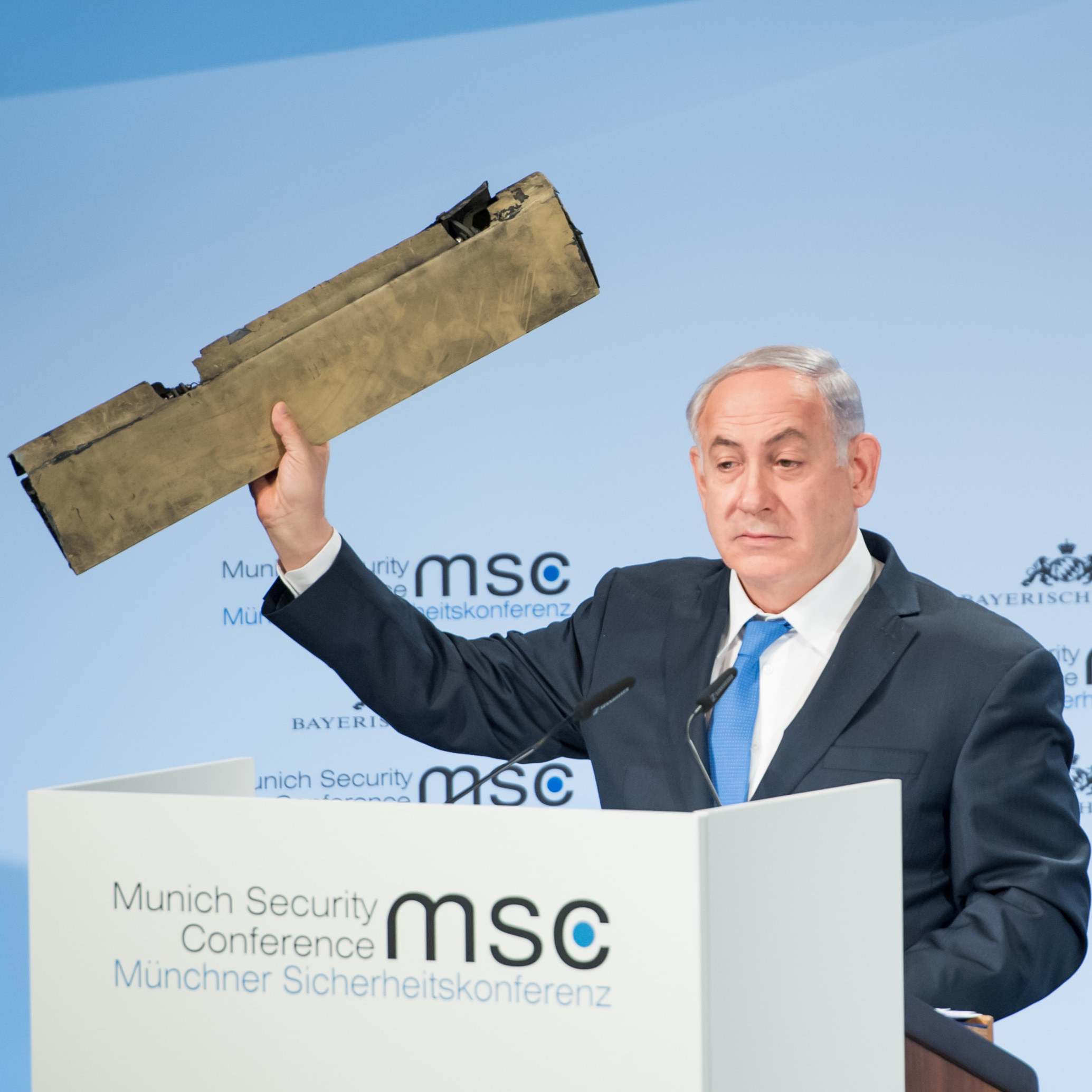
Беньямін Нетаньягу демонструє частину знищеного безпілотника Saegheh на Мюнхенській конференції з безпеки 2018

1 жовтня 2018 року Повітряно-космічні сили КВІР застосували балістичні ракети та безпілотники, ймовірно разом з БПЛА Saegheh, для нападу у регіоні Абу-Кемаль у Східній Сирії. Хоча Іран раніше показував Saegheh з чотирма ракетами Sadid-1, розміщених під корпусом, у цьому випадку вони опублікували відео, на якому БПЛА Saegheh випускає лише одну ракету Sadid-1 зі своїх внутрішніх відсіків.
Ізраїль збив Saegheh під час ізраїльсько-сирійського інциденту в лютому 2018 року. Видання Times of Israel повідомило, що будова цього БПЛА, значною мірою ґрунтується на захопленому RQ-170. Бригадний генерал Повітряних сил Ізраїлю Томер Бар зазначив, що безпілотник досить передовий та наслідує західні технології.

### Можливе постачання до Російської Федерації
Іранський дрон Shahed-129 було виставлено на аерокосмічному ярмарку IRGC у західному Тегерані 28 червня 2021 року. Повідомляється, що тоді-ж ці моделі — Shahed-129 і Shahed-191, Іран почав показувати військовим РФ.

США вважають, ніби офіційні представники армії РФ, почали тренуватися з цими безпілотниками в Ірані протягом останніх кількох тижнів, і це може бути остаточною ознакою того, що Російська Федерація має намір придбати системи, оскільки російське вторгнення в Україну (в оригіналі CNN — «війна в Україні») триває: 
«Протягом останніх кількох тижнів російські офіційні особи проводили навчання в Ірані в межах угоди про передавання БЛА з Ірану до РФ»,
— сказав представник США CNN. Посадовець зазначив, що розвіддані про таке навчання нещодавно розсекречено. CNN зверталося до російського посольства у Вашингтоні за коментарем. Минулого місяця прес-секретар Кремля Дмитро Пєсков повідомив, що Росія «не має коментарів з цього приводу», коли журналісти його запитали про безпілотники.

## Оператори
Іран
- Корпус вартових Ісламської революції — Повітряно-космічні сили[2]